# Pat Corrales
Pat Corrales (Los Angeles, California; 20 de marzo de 1941-Big Canoe, Georgia; 28 de agosto de 2023) fue un beisbolista, mánager y entrenador de béisbol estadounidense que jugó nueve temporadas con cuatro equipos de la MLB en la posición de catcher y como entrenador ganó la Serie Mundial de 1995 con los Atlanta Braves. Fue el primer mánager de ascendencia mexicana en dirigir en las Ligas Mayores (Liga Americana) con los Texas Rangers en 1978.

## Carrera

### Jugador
Luego de salir de secundaria, fue contratado por los Philadelphia Phillies en 1959 como agente libre, pero su debut en la MLB llegó hasta el 2 de agosto de 1964 cuando entró a batear en reemplazo del pitcher John Boozer en la quinta entrada ante Los Angeles Dodgers en la derrota por 1-6 en el Connie Mack Stadium. Conectaría su primer hit el 15 de junio de 1965 en la derrota por 7-12 ante los Milwaukee Braves en el County Stadium en la octava entrada ante Tony Cloninger y después anotaría. Al día siguiente tendría el mejor partido de su carrera en la victoria de los Phillies por 6-2 ante los Braves, sería el catcher titular y terminaría de 3–4 conectando su primer cuadrangular, de dos carreras en la tercera entrada ante Denny Lemaster.
Al terminar la temporada de 1965 los Phillies cambiarían a Corrales junto a Alex Johnson y Art Mahaffey a los St. Louis Cardinals por Bill White, Dick Groat y Bob Uecker. Fue el suplente de Tim McCarver en la temporada de 1966 y en 1967 sería relegado a las ligas menores. Antes de la temporada de 1968 los Cardinals cambiarían a Corrales junto a Jimy Williams a los Cincinnati Reds por Johnny Edwards. Corrales sería el reemplazo de Johnny Bench antes de que los Reds lo cambiaran a los San Diego Padres el 11 de junio de 1972 por Bob Barton. Con los Padres, Corrales sería el reemplazo de Fred Kendall.
En sus nueve temporadas como catcher suplente, Corrales jugó en 300 partidos, conectó 166 hits, cuatro cuadrangulares, 54 carreras impulsadas, y promedio de bateo de.216. Apareció en un partido en la Serie Mundial de 1970 con los Reds y fue a batear en una ocasión, siendo el último out de esa serie que los Reds perderían en cinco juegos ante los Baltimore Orioles.

### Mánager y Entrenador
Corrales fue mánager por nueve años en la MLB y tuvo un récord de 572-634 con los Texas Rangers, Philadelphia Phillies y Cleveland Indians. Corrales dirigió equipos en la National League y la American League, y fue uno de cuatro mánagers que dirigieron en ambas ligas en la misma temporada.
Los Phillies contrataron a Corrales como su mánager en 1981. El 18 de julio de 1983 los Phillies lo despidieron luego de ir con un récord de 43-42 empatados en el primer lugar de la división con los St. Louis Cardinals en la División Este de la Liga Nacional. Corrales colocó en la banca a Mike Schmidt y Pete Rose por una confusión entre los jugadores veteranos que cambió la alineación.
Dos semanas después de que los Phillies lo despidieran, es contratado por los Indians como su mánager. Después firmaría una extensión por dos temporadas. Luego de la temporada de 1985, los Indians le hicieron un contrato perpetuo, pero los Indians lo despidieron en julio de 1987.
Los New York Yankees contratan a Corrales como entrenador de primera base para la temporada de 1989. Los Yankees lo despiden en agosto del mismo año, y se uniría a los Atlanta Braves como reclutador un mes después. Fue entrenador de banca de los Braves por nueve años, y después ocupó el mismo puesto con los Washington Nationals de 2007 a 2008 antes de ser despedido al finalizar la temporada 2008 junto a la mayor parte del equipo de entrenadores de los Nationals. Poco tiempo después aceptó un empleo como consultor especial en los Nationals. Volvería a ser entrenador de banca en julio de 2009 juego de que Jim Riggleman fuese contratado como mánager tras el despido de Manny Acta. Corrales renovó en el cargo en junio de 2011 con el nuevo mánager Davey Johnson. Corrales fue reemplazado por John McLaren, pero pasó a formar parte del equipo de reclutamiento.
El 5 de noviembre de 2012 Corrales fue contratado por Los Angeles Dodgers como asistente especial del Gerente General.

## Vida personal
Corrales se casó con Sharon Ann Grimes el 24 de septiembre de 1960, con quien tuvo cuatro hijos. Sharon murió de un cuágulo cerebral sanguíneo poco tiempo después del cumpleaños del cuarto hijo en julio de 1969. Se casaría nuevamente, con Heidyt Enedina Davis el 28 de mayo de 1970 en Jellico, Campbell County Tennessee.
Fue introducido al Fresno County Athletic Hall of Fame en 1980.